# Ballad opera
Ballad opera je anglický divadelní žánr vzniklý na počátku 18. století. Stejně jako předchozí comédie en vaudeville ve Francii a pozdější singspiel v německých zemích používá kombinaci mluveného slova a populárních melodií, ať již existujících či nově složených.

## Vznik ballad opery
Ballad opera bývá nazývána protestem 18. století proti italskému nájezdu na londýnské operní scény. Skládá se z neučesaného, často satirického, mluveného dialogu, který je prokládán písněmi. Písně jsou záměrně krátké (pouze krátká stance a refrén), aby nenarušovaly tok děje. Hrdiny jsou osoby nižší třídy, často i kriminální povahy, aby se ještě více zdůraznil odstup od opěvování vysokých morálních hodnot v italské opeře té doby. Hry obsahovaly také satirické odkazy na současnou politiku. Mnoho z nich riskovalo cenzuru a zákaz. (Zakázána byla např. opera Polly Johna Gaye.)

## Žebrácká opera
Obecně se má za to, že první ballad operou byla Žebrácká opera (The Beggar's Opera), kterou na text Johna Gaye zkomponoval Johann Christoph Pepusch. Opera měla premiéru v divadle na Lincoln's Inn Fields 29. ledna 1728 a dosáhla na svou dobu neuvěřitelných 62 představení. Oba autoři znali žánr vaudeville z Paříže a patrně měli v úmyslu jej přenést do londýnského prostředí. Rovněž byli inspirováni burleskami a hudebními komediemi Thomase D'Urfey (1653–1723), který často psal nové texty na populární melodie. Sbírka takových písní byla publikována v roce 1700. Několik z těchto písní bylo v Žebrácké opeře recyklováno.
Po úspěchu Žebrácké opery se objevilo mnoho podobných skladeb. Herec Thomas Walker, který na premiéře hrál Macheatha, sám napsal několik ballad oper. I John Gay napsal několik dalších a vyrojila se také řada více či méně úspěšných následovníků (Henry Fielding, Colley Cibber, Charles Coffey, Thomas Arne, Charles Dibdin a další.) Koncem padesátých let 18. století však tento žánr začal upadat.

## Ballad opera mimo Anglii
V roce 1736 si pruský velvyslanec v Anglii objednal německou úpravu populární baladické opery "The Devil to Pay" od Charlese Coffeyho. Ta pak byla úspěšně provedena v Hamburku, Lipsku a dalších německých městech. V roce 1766 bylo uvedeno na scénu nové zpracování tohoto tématu, jehož autory byli Christian Felix Weiße a Johann Adam Hiller. Úspěch této verze vyvolal vlnu následovníků a vznik německé verze ballad opery – singspielu. (Příběh opery "The Devil to Pay" zpracoval v roce 1759 i Christoph Willibald Gluck v opeře Le diable à quatre.)
Zhruba okolo roku 1735 pronikla ballad opera do Spojených států a stála u počátků amerického hudebního divadla.